# 앨런 멩컨
앨런 멩컨 (Alan Menken, 1949년 7월 22일~)은 미국의 뮤지컬과 영화 음악 작곡가이자 피아노 연주자이다. 멩컨은 하워드 애시먼, 팀 라이스, 스티븐 슈워츠와 같은 유명한 작사가들과 함께 작업을 하였다. 그의 작품은 아카데미상 음악상과 주제가상 부문에서 여덟 개를 수상하였고, 이외에도 열 번의 후보에 올랐다.

## 생애
멩컨은 뉴욕주 뉴로셸의 유대인 가정에서 주디스 멩컨과 치과 의사인 노르먼 멩컨의 아들로 태어났다. 어릴 때부터 음악에 많은 흥미를 가지고 있어 피아노와 바이올린을 배우면서 실력을 키웠다. 뉴욕주 밀브룩의 밀브룩 프렙 스쿨을 고등학교로 다녔으며 뉴욕 대학의 프리 메드 학생으로 진학하였으나 나중에는 음악으로 전공을 바꾸었다. 대학 이후에 그는 하워드 애시먼과 만나게 된 것을 계기로 BMI 리먼 엥겔 뮤지컬 워크숍에 다니게 된다. 그는 지역 클럽에서 종종 공연을 하였으며 작곡가로 일하면서 여러 노래를 작곡하였고, 반주자 역할을 하기도 하였다.
1970년대 후반에 멩컨은 몇가지 공연을 작곡하여 성공적으로 쇼케이스를 하였으나, 정식으로 공연하지는 못하였다. 멩컨이 하워드 애시먼과 함께 본격적으로 전문적인 작품을 작곡한 것은 1979년 WPA 극장에서 공연한 오프브로드웨이 연극 God Bless You, Mr. Rosewater였다. 이 작품은 커트 보네커트의 소설을 각색한 것이었으며, 좋은 평가를 받았다. 3년 후에 그는 애시먼과 다시 함께 작업한 1982년 오프브로드웨이 뮤지컬 《리틀 숍 오브 호러스》를 통해서 큰 성공을 거두게 되었으며, 드라마 데스크 상 후보에도 올랐다. 리틀 샵은 영화로도 각색되어 성공하였고, 후에는 브로드웨이에서도 공연하게 된다.
1983년, 멩컨은 뮤지컬 작품에 대한 공로로 BMI Career Achievement Award를 받는다. 그가 이 상을 받기까지 작곡한 뮤지컬로는 《리틀 샵 오브 호러스》, God Bless You, Mr. Rosewater, Real Life Funnies, Atina: Evil Queen of the Galaxy (Battle of the Giants 워크샵 제작), Patch, Patch, Patch 등이 있었으며, Personals와 Diamonds를 비롯한 수많은 경희극을 작곡하기도 하였다. 1987년 작사가 데이비드 스펜서와 함께 작업한 The Apprenticeship of Duddy Kravitz의 뮤지컬 각색 작품이 필라델피아에서 공연하였다. 1992년에는 WPA 극장에서 역시 스펜서가 작사를 맡은 멩컨의 작품 Weird Romance를 공연하였다. 1994년에는 찰스 딕슨의 고전 《크리스마스 캐롤》을 뮤지컬로 각색하였는데, 린 애런스가 작사가, 마이크 옥크렌트가 극본을 맡았으며, 메디슨 스퀘어 가든의 파라마운트 극장에서 초연하였다. 이 공연은 성공적이었으며, 후에는 매년 공연하는 뉴욕의 성탄절 행사가 되었다. 멩컨은 무대 뮤지컬로 만들어진 1994년 브로드웨이에서 초연한 《미녀와 야수》의 음악으로 토니상을 수상하였으며, 드라마 데스크 상 후보에도 올랐다.
멩컨은 특히 과거 20년간 월트 디즈니 픽처스의 수많은 영화에서 음악을 맡아온 것으로 잘 알려져 있다. 대표적으로 디즈니의 애니메이션 클래식 장편 영화인 《인어공주》, 《미녀와 야수》, 《알라딘》, 《포카혼타스》, 《노틀담의 꼽추》, 《헤라클레스》, 디지털 애니메이션 《카우 삼총사》를 들 수 있다. 가장 최근에는 2010년 애니메이션 《라푼젤》의 음악을 작곡하였고, 이 중 'I See The Light'는 아카데미상 주제가상 후보에 올랐다. 멩컨은 이 프로젝트 중 네 작품을 통해서 아카데미 상의 음악상과 주제가상을 받았다. 11개 작품의 음악을 통해서 총 8개가 넘는 상을 받으면서, 영화가 오스카 수상을 하는 비율이 가장 높은 영화 작곡가가 되었다.
멩컨이 참여한 《시스터 액트 더 뮤지컬》은 2006년 공연하였다. 《인어공주》의 뮤지컬 각색판은 2008년 1월 브로드웨이에서 공연을 시작하였다. 멩컨과 그의 아내인 전직 발레 무용수 재니스는 뉴욕주 북부에서 두 자녀 안나와 노라와 함께 살고 있다.

## 주요 작품
- 《리틀 샵 오브 호러스》 (1982년 오프브로드웨이 뮤지컬, 1986년 영화, 2003년 브로드웨이 리메이크)
- 《인어공주》 (1989년 영화와 2008년 브로드웨이 뮤지컬)
- 《록키 5》 (노래 "The Measure of a Man") (1990)
- Cartoon All-Stars to the Rescue (노래 "Wonderful Ways to Say No") (1990)
- 《미녀와 야수》 (1991년 영화와 1994년 브로드웨이 뮤지컬)
- 《뉴스보이》(1992년 영화와 2012년 브로드웨이 뮤지컬)
- Weird Romance (1992년 오프브로드웨이 뮤지컬과 2007년 리메이크)
- 《알라딘》 (1992년 영화와 2003년 뮤지컬)
- 《크리스마스 캐롤》 (1994년 브로드웨이 뮤지컬과 2004년 텔레비전 영화)
- 《포카혼타스》 (1995)
- 《노틀담의 꼽추》 (1996년 영화와 1999년 독일 뮤지컬)
- 《헤라클레스》 (1997)
- King David (1997)
- 《카우 삼총사》 (2004)
- 《쉐기 독》 (2006)
- 《마법에 걸린 사랑》 (2007)
- 《시스터 액트 더 뮤지컬》 (2009)
- 《라푼젤》 (2010)